# ذوب‌آهن انگلسبرگ
ذوب‌آهن انگلسبرگ (سوئدی: Engelsbergs bruk)، یک کارخانهٔ ذوب‌آهن در انگلسبرگ، روستایی در بخش فاگستا، شهرستان وستمانلاند در سوئد است. این کارخانه در سال ۱۶۸۱ توسط پر لارسون گیلهنک (۱۶۴۵–۱۷۰۶) ساخته شد و در بازهٔ ۱۷۰۰–۱۸۰۰ به یکی از پیشرفته‌ترین کارخانه‌های ذوب‌آهن جهان تبدیل شد. در سال ۱۹۹۳، ذوب‌آهن انگلسبرگ به عنوان میراث جهانی یونسکو فهرست شد.

## تاریخچه
تاریخچه تولید آهن در این منطقه دست‌کم به سدهٔ سیزدهم می‌رسد. دهقانان محلی هم سنگ معدن را استخراج می‌کردند و هم آهن را با استفاده از کوره‌های اولیه تولید می‌کردند.
در پایان قرن شانزدهم، روش‌های تولید مدرن‌تری در انگلسبرگ معرفی شد و حجم تولید در دهه‌های بعد به‌طور قابل‌توجهی افزایش یافت.

## نگارخانه

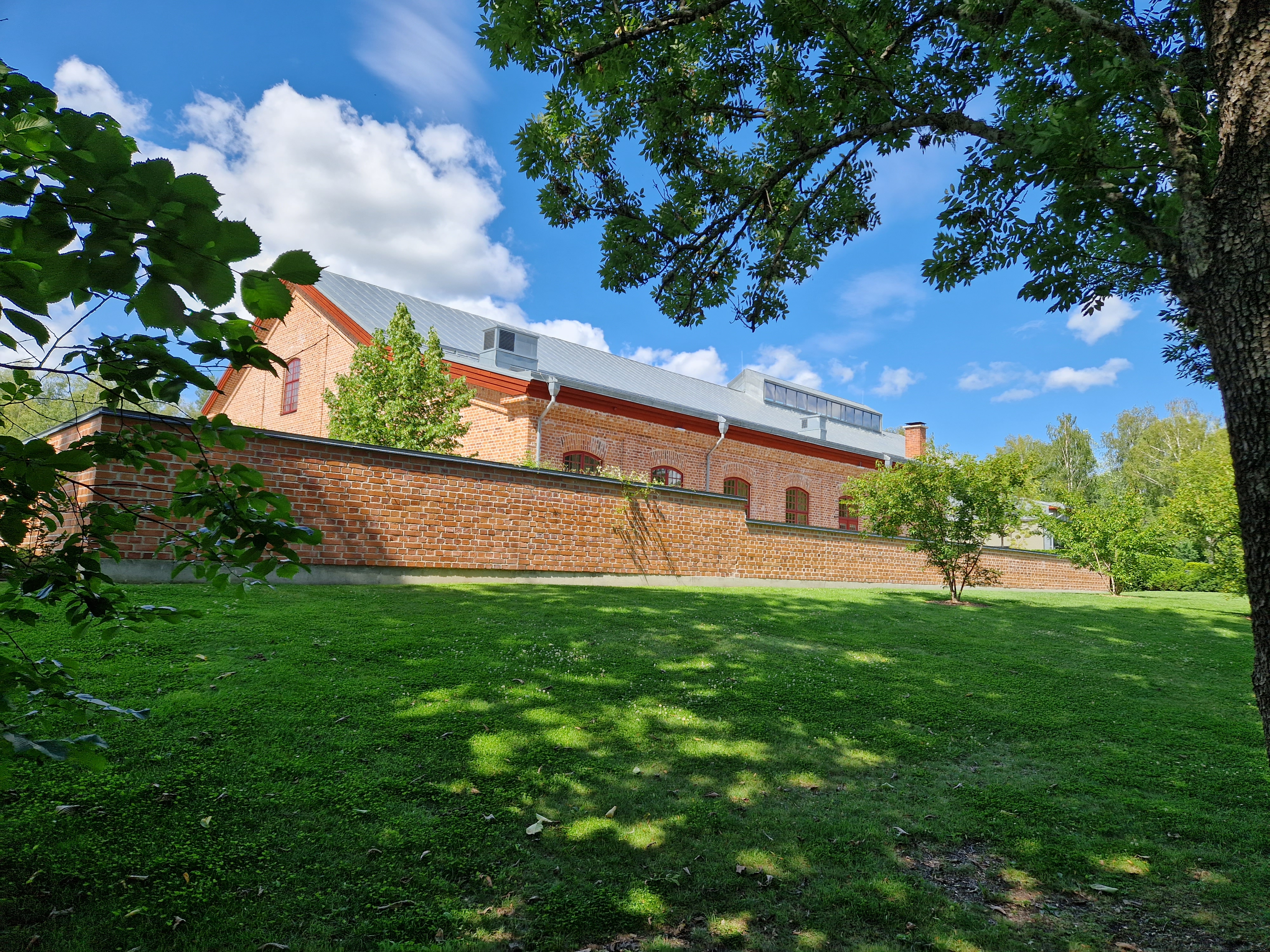
مرکز کنفرانس
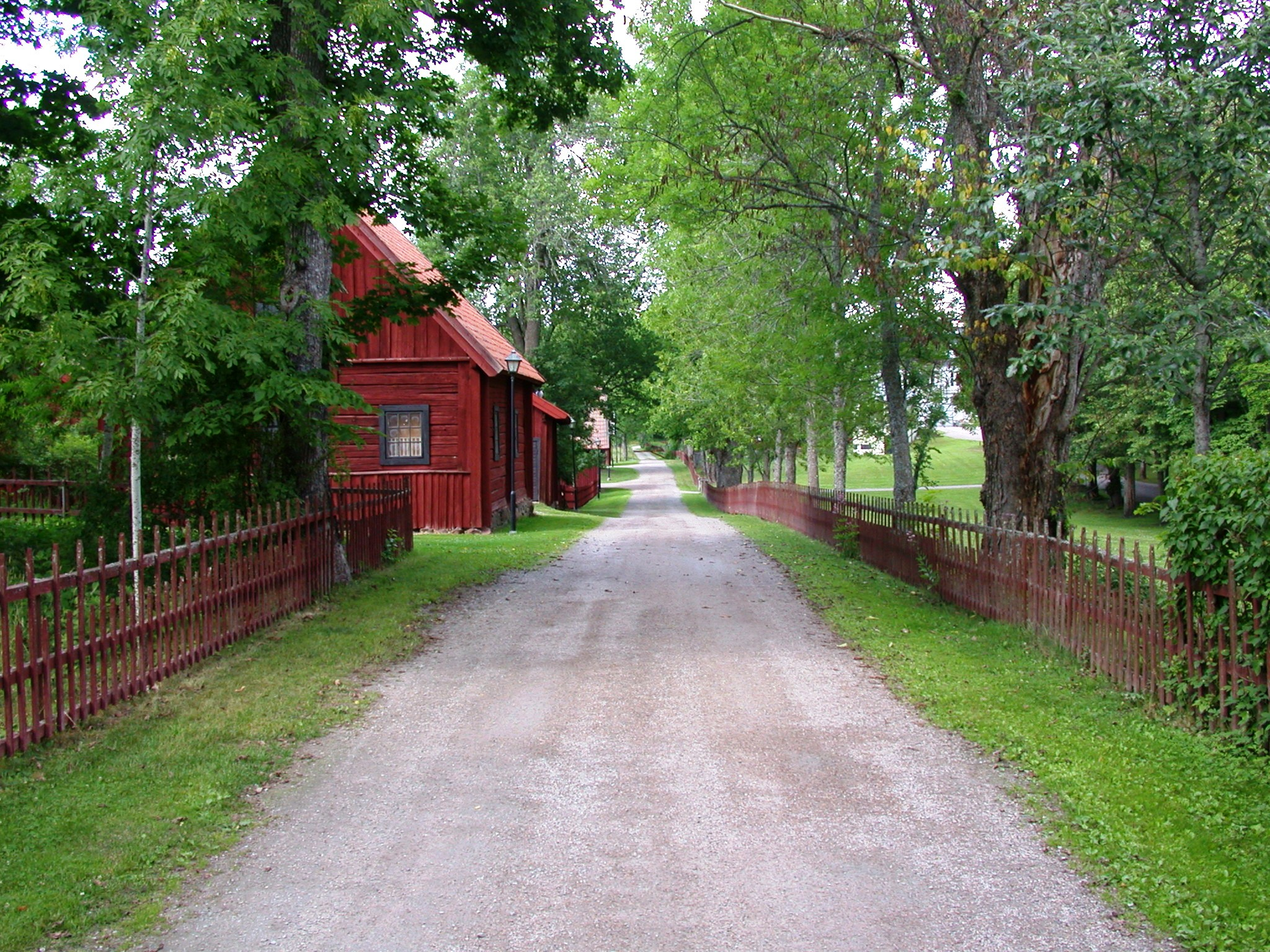
جاده‌ای در ذوب‌آهن انگلسبرگ
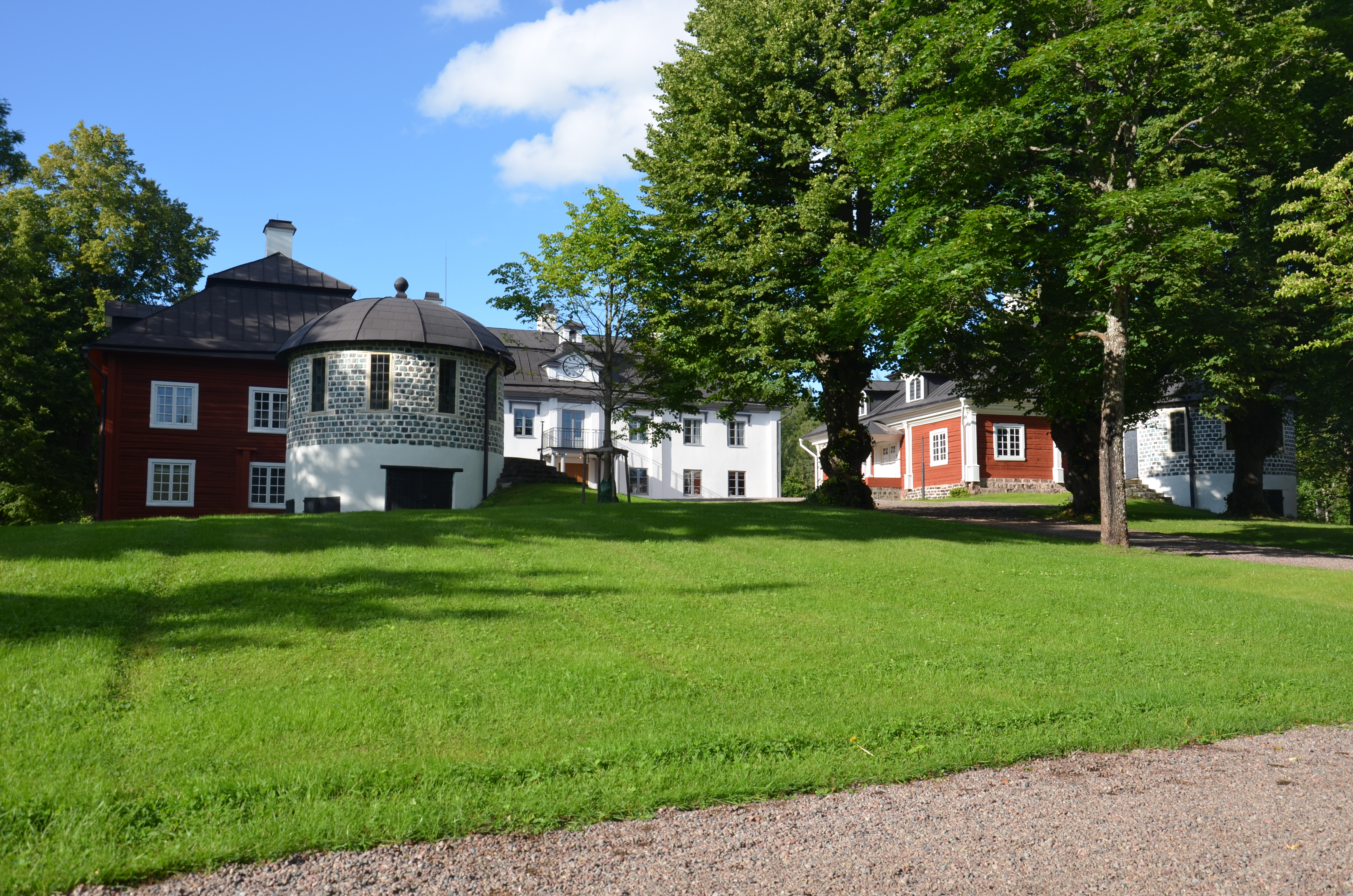
عمارت
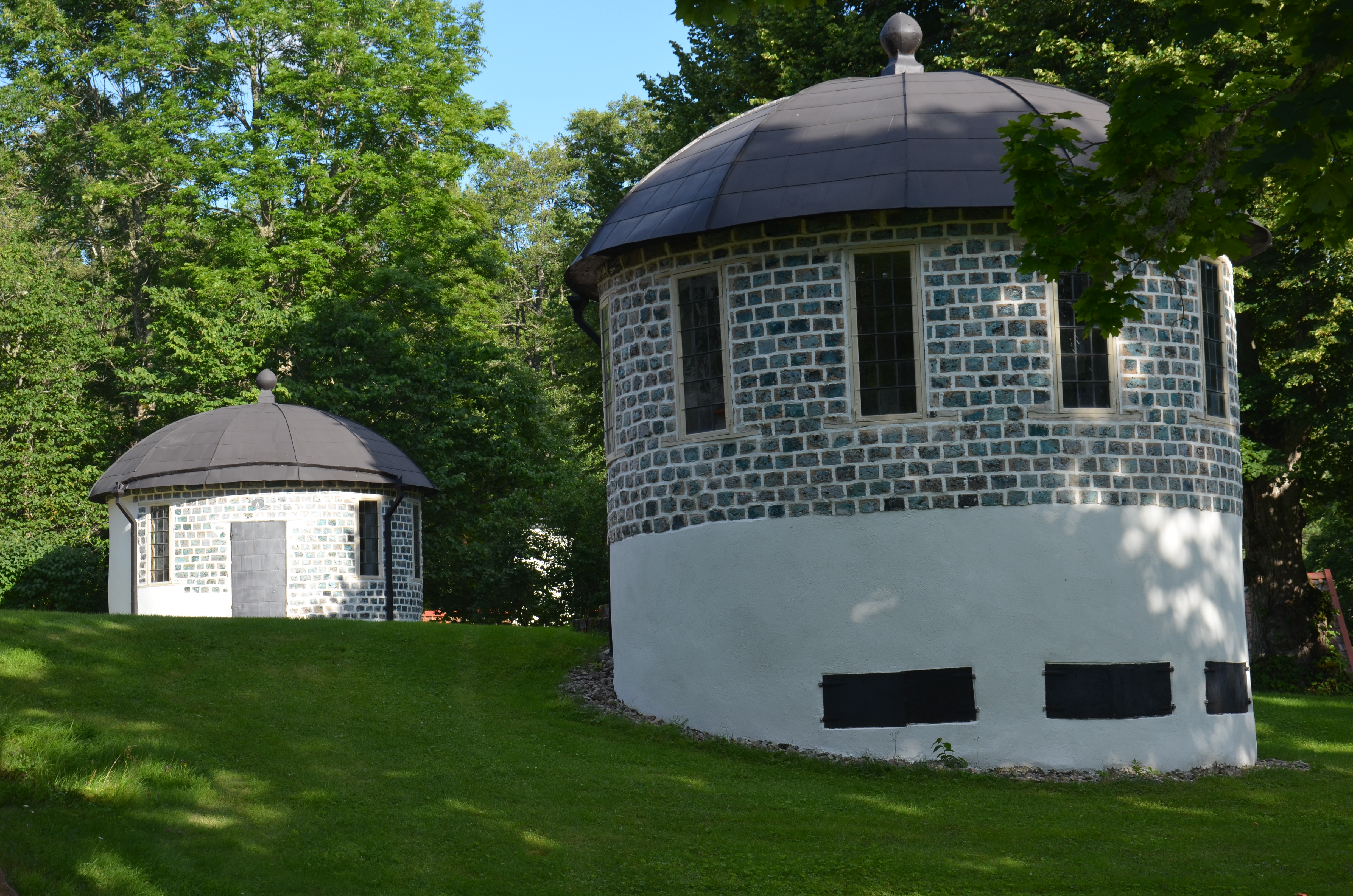
دو برج سنگی سرباره
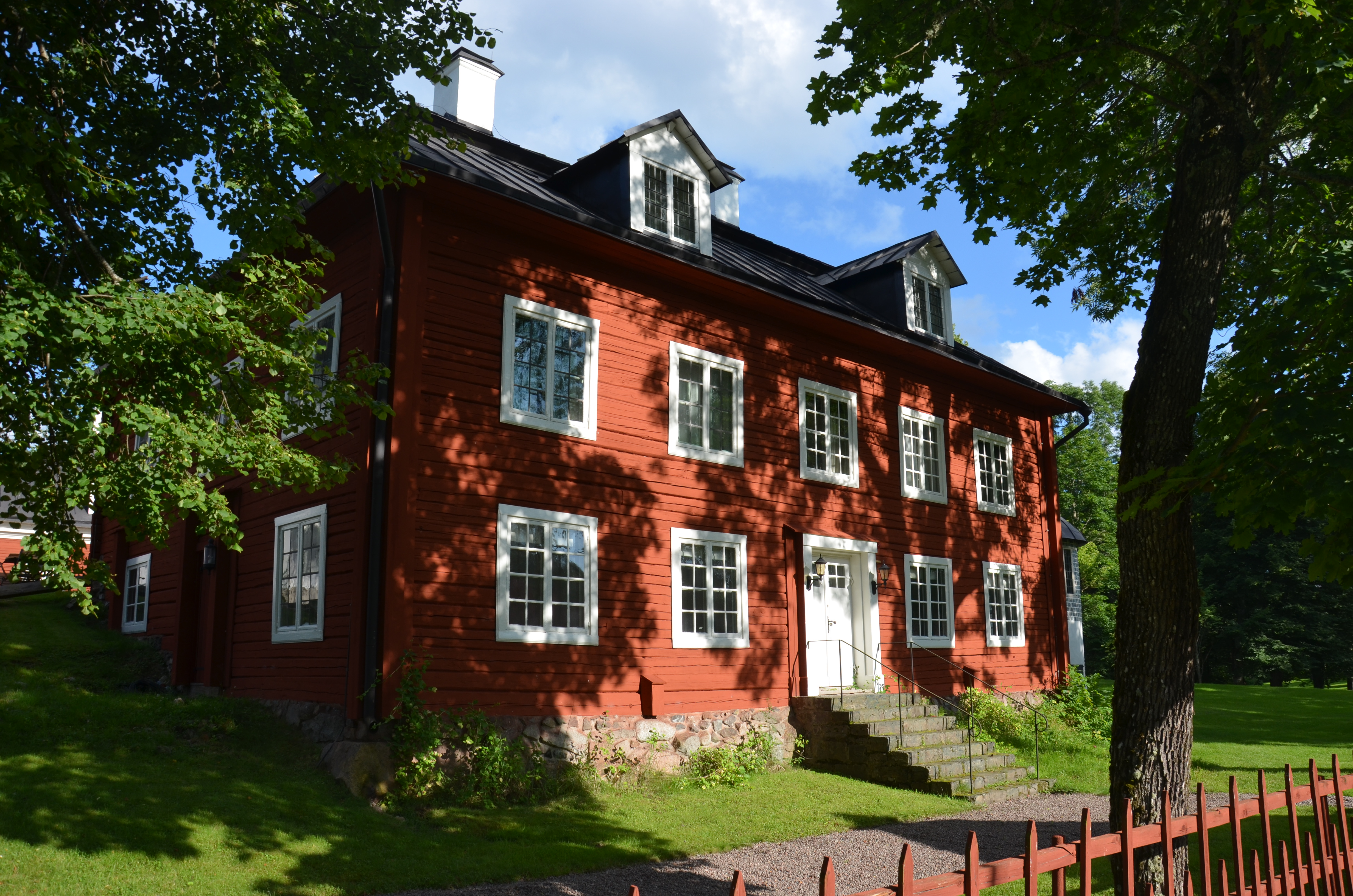
بال غربی
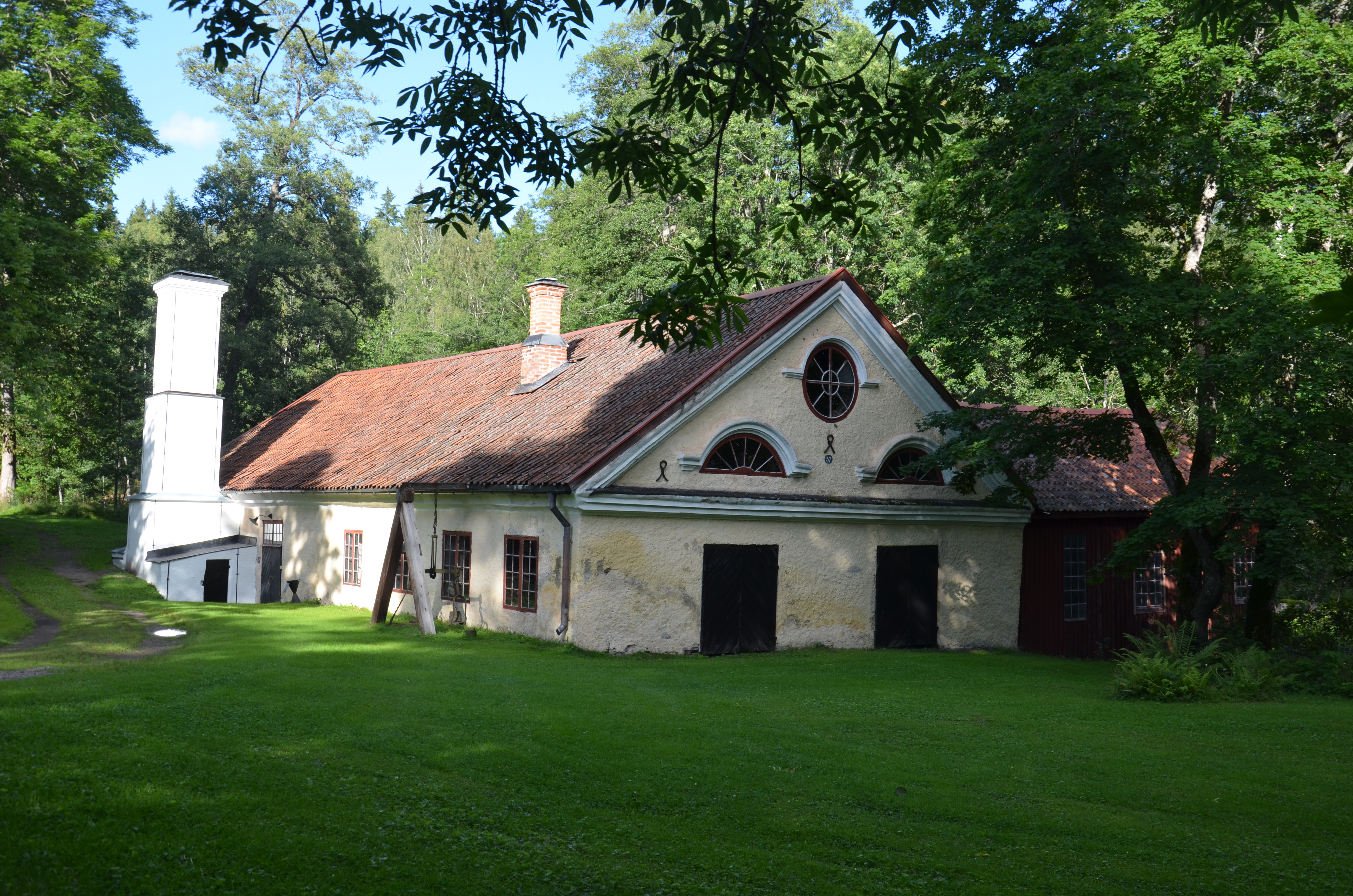
کوره آهنگری
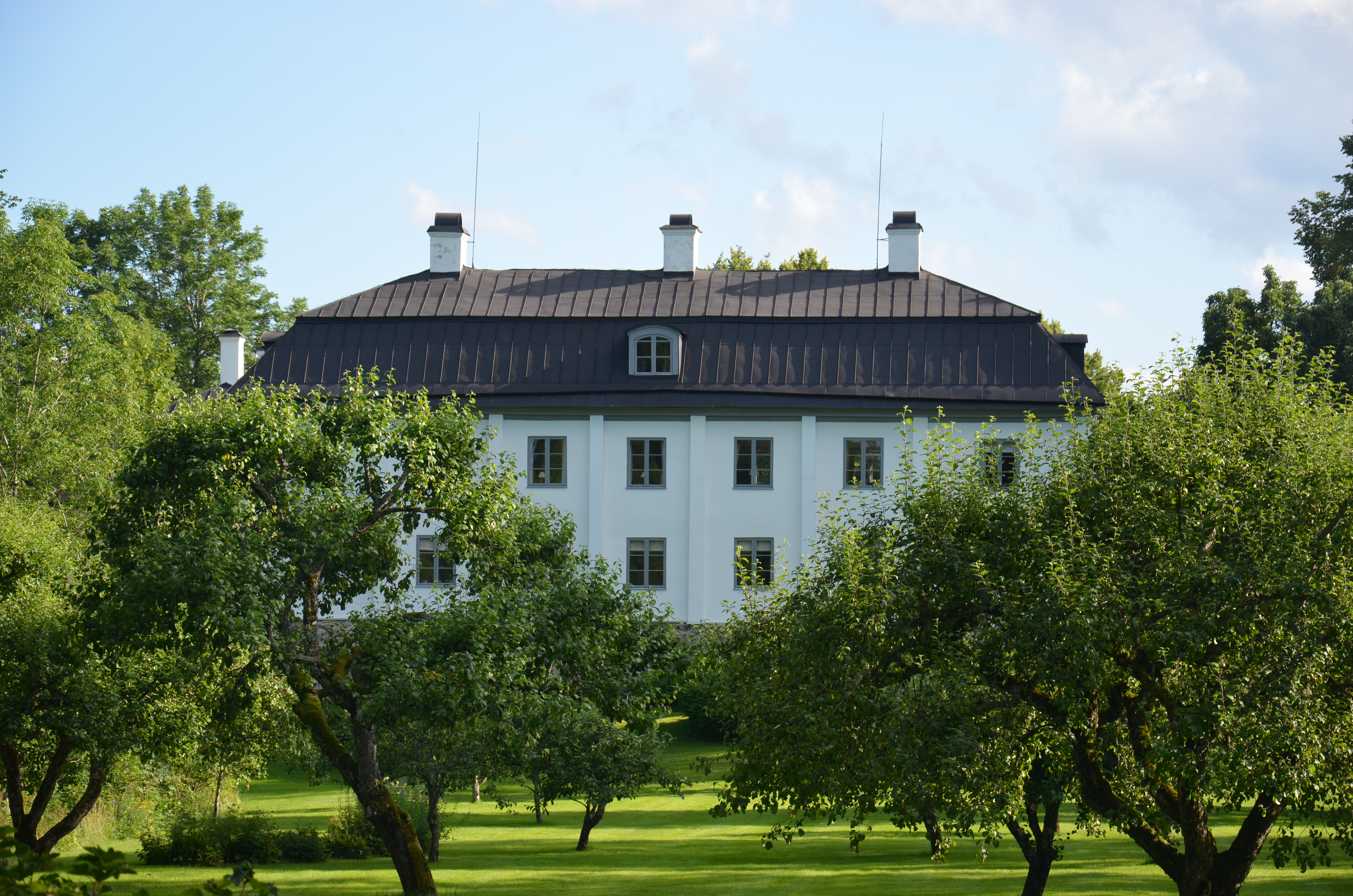
عمارت از سمت باغ
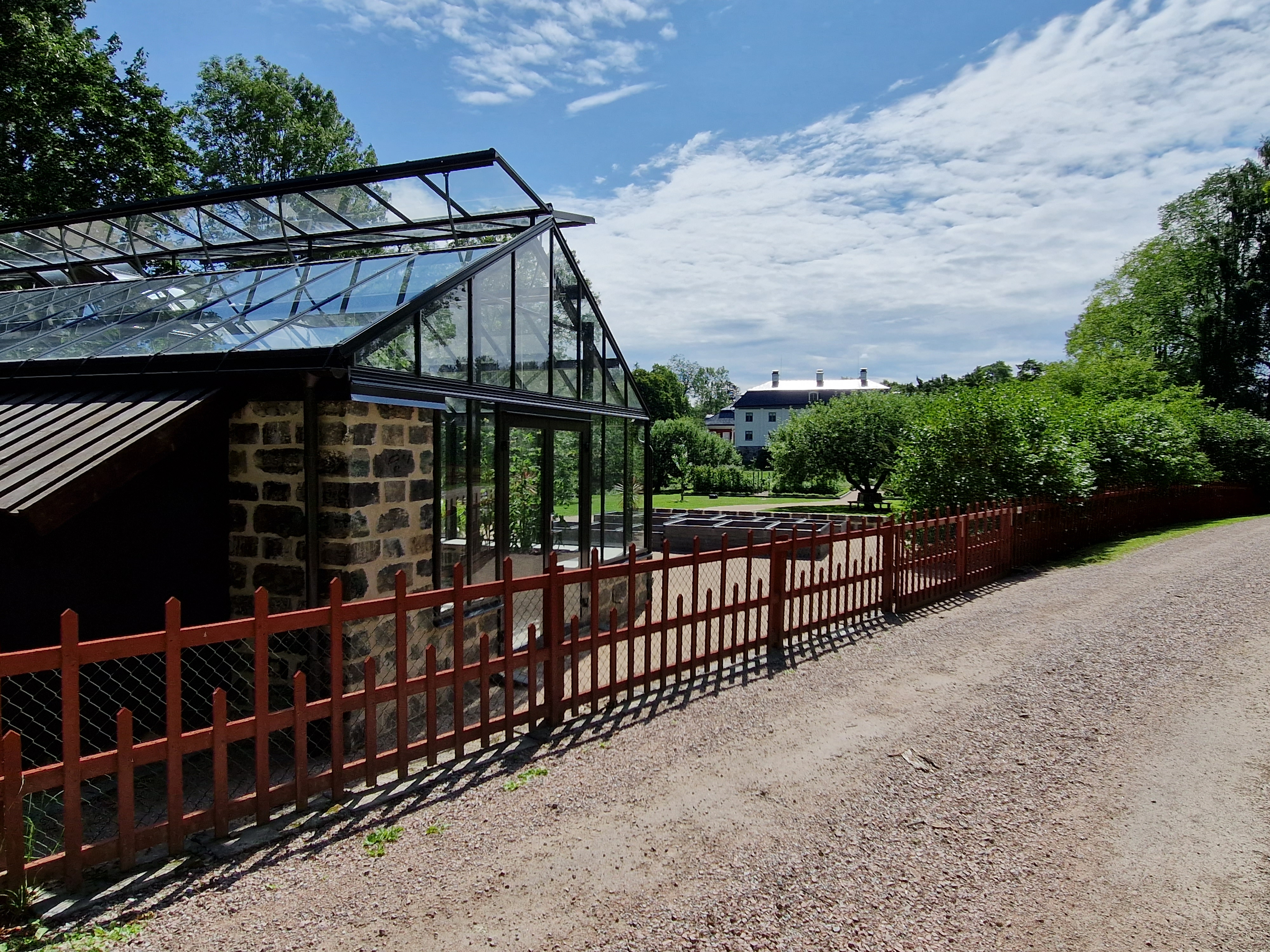
آشپزخانه و باغ تفریحی
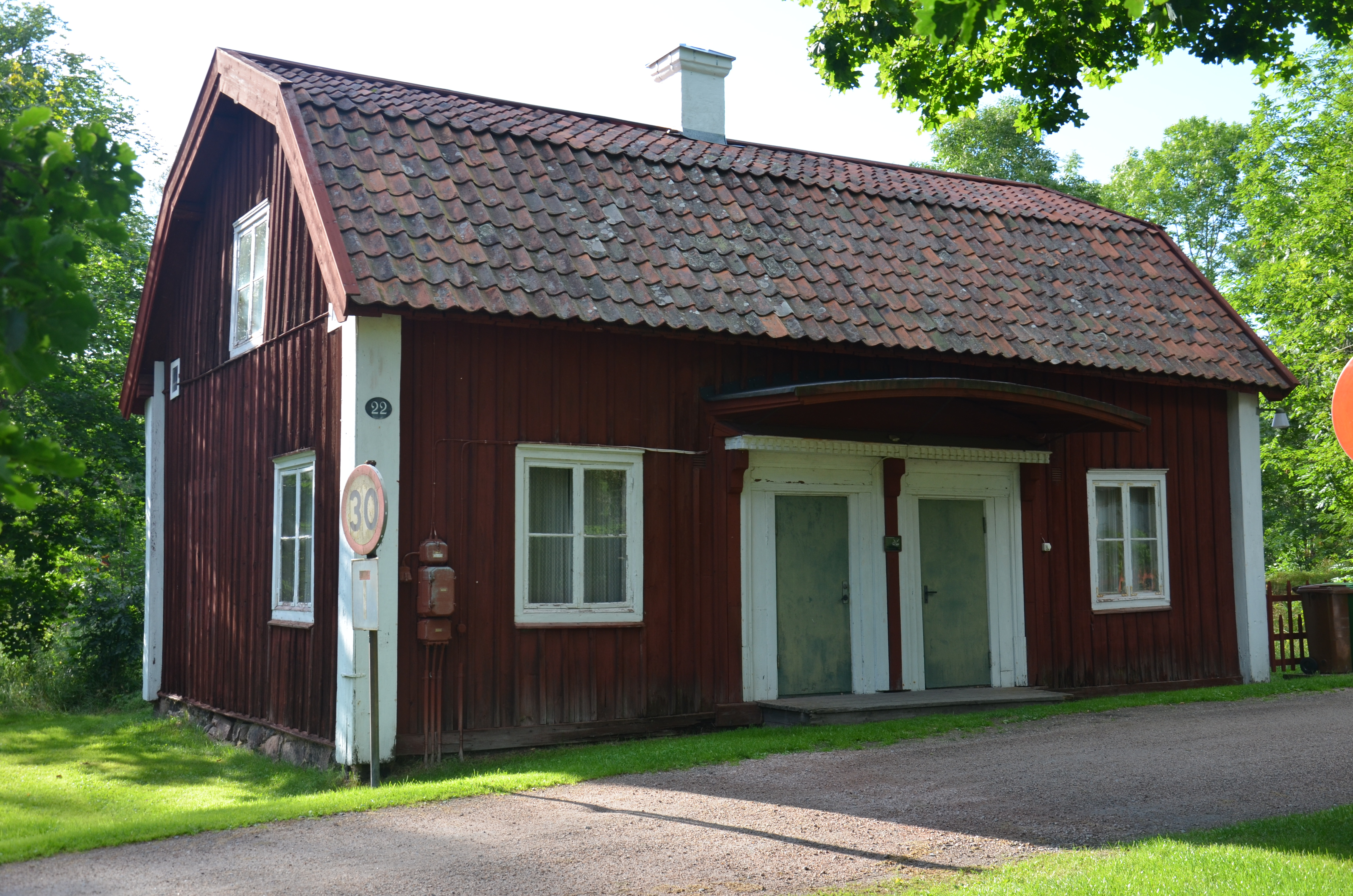
دفتر قدیمی
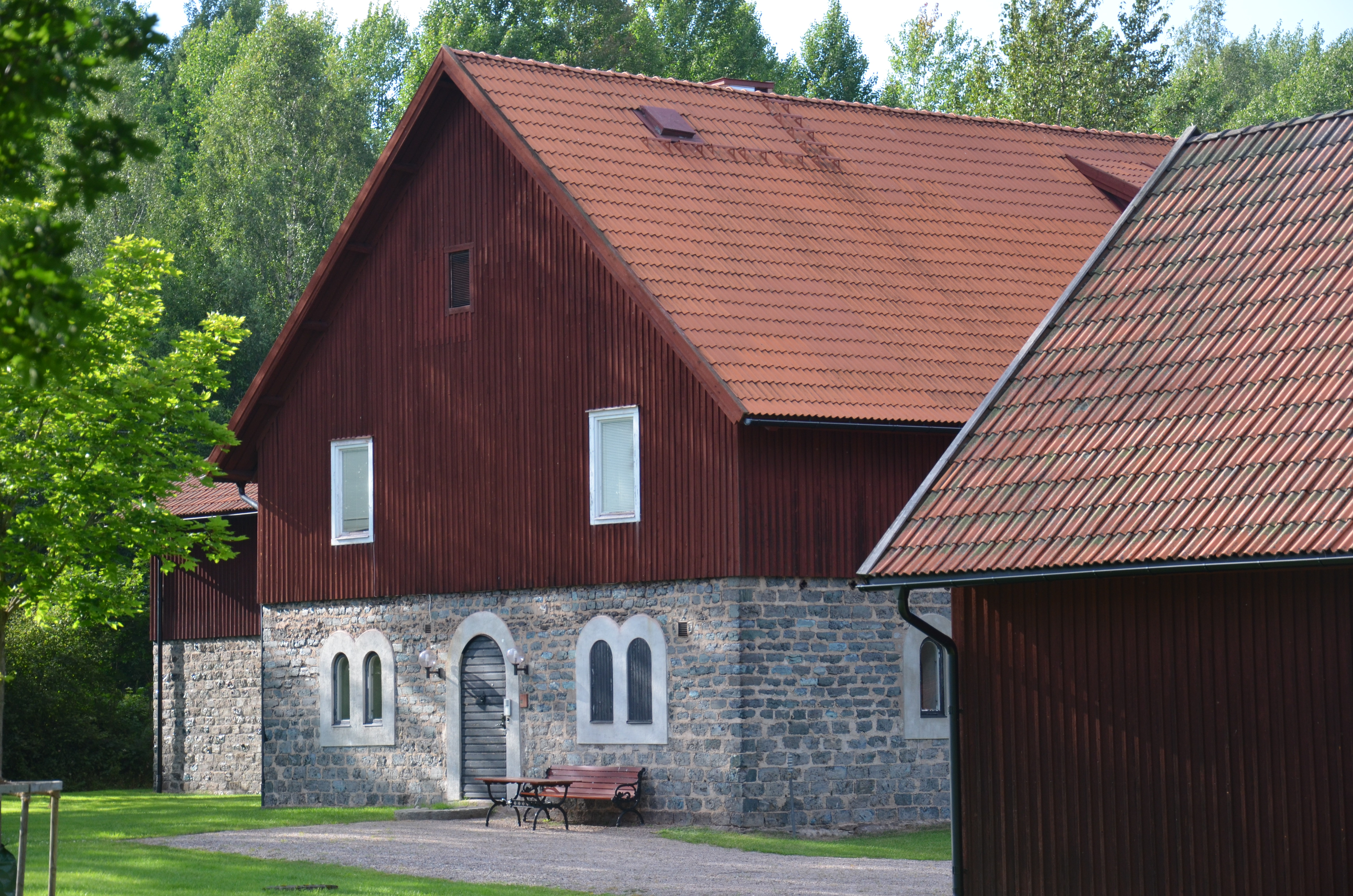
آرشیو گروه اکسل جانسون
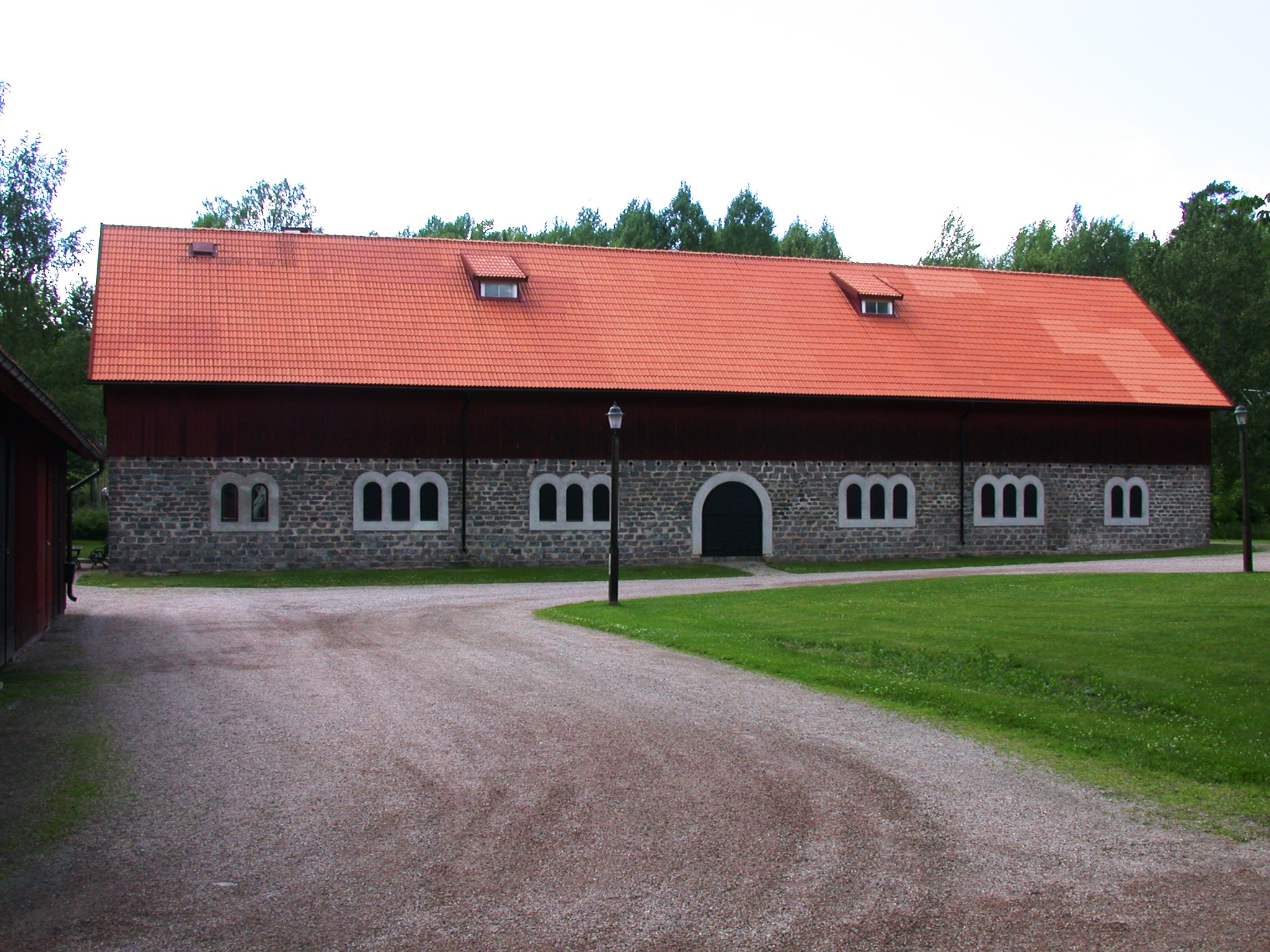
انبار قدیمی
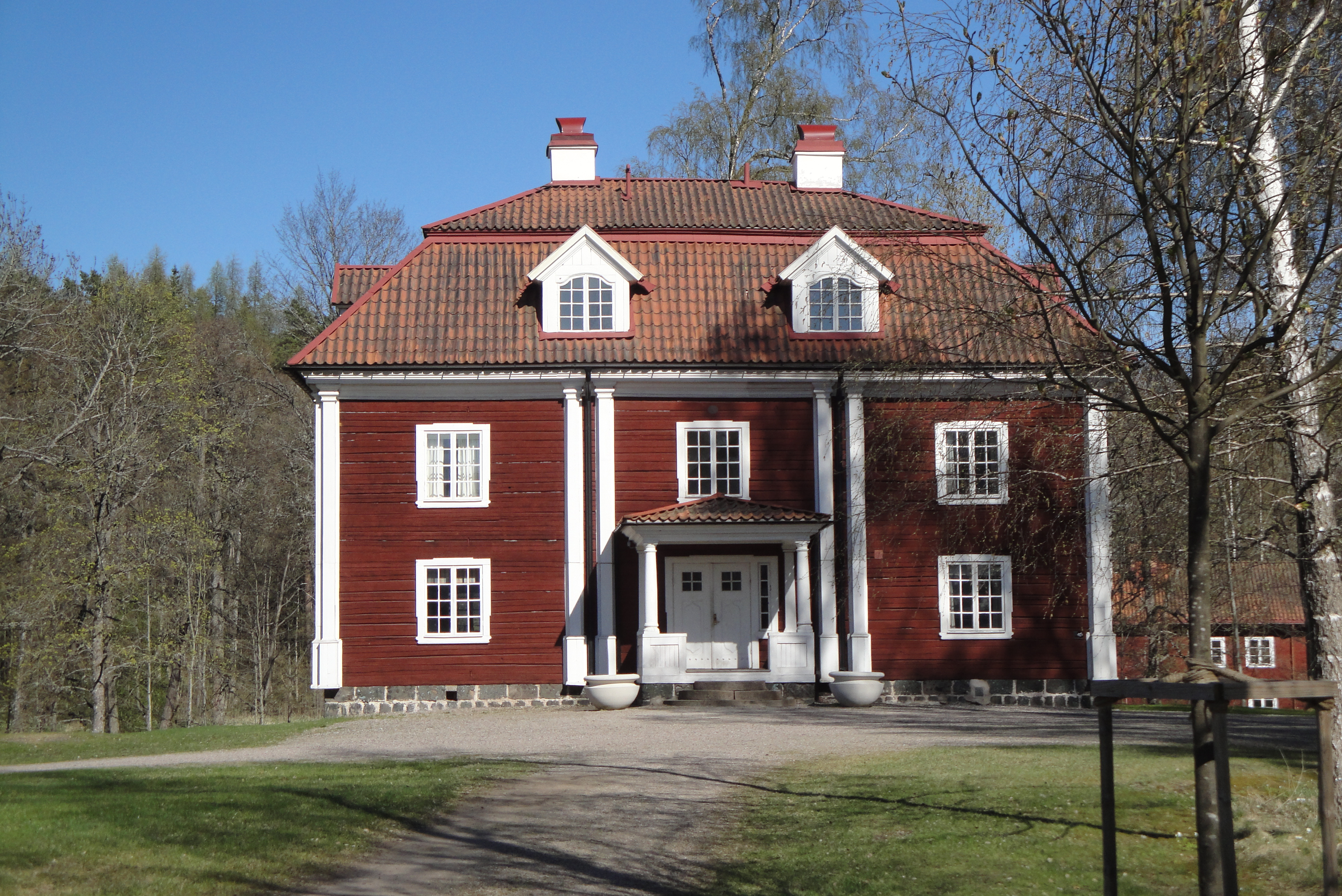
دفتر نو
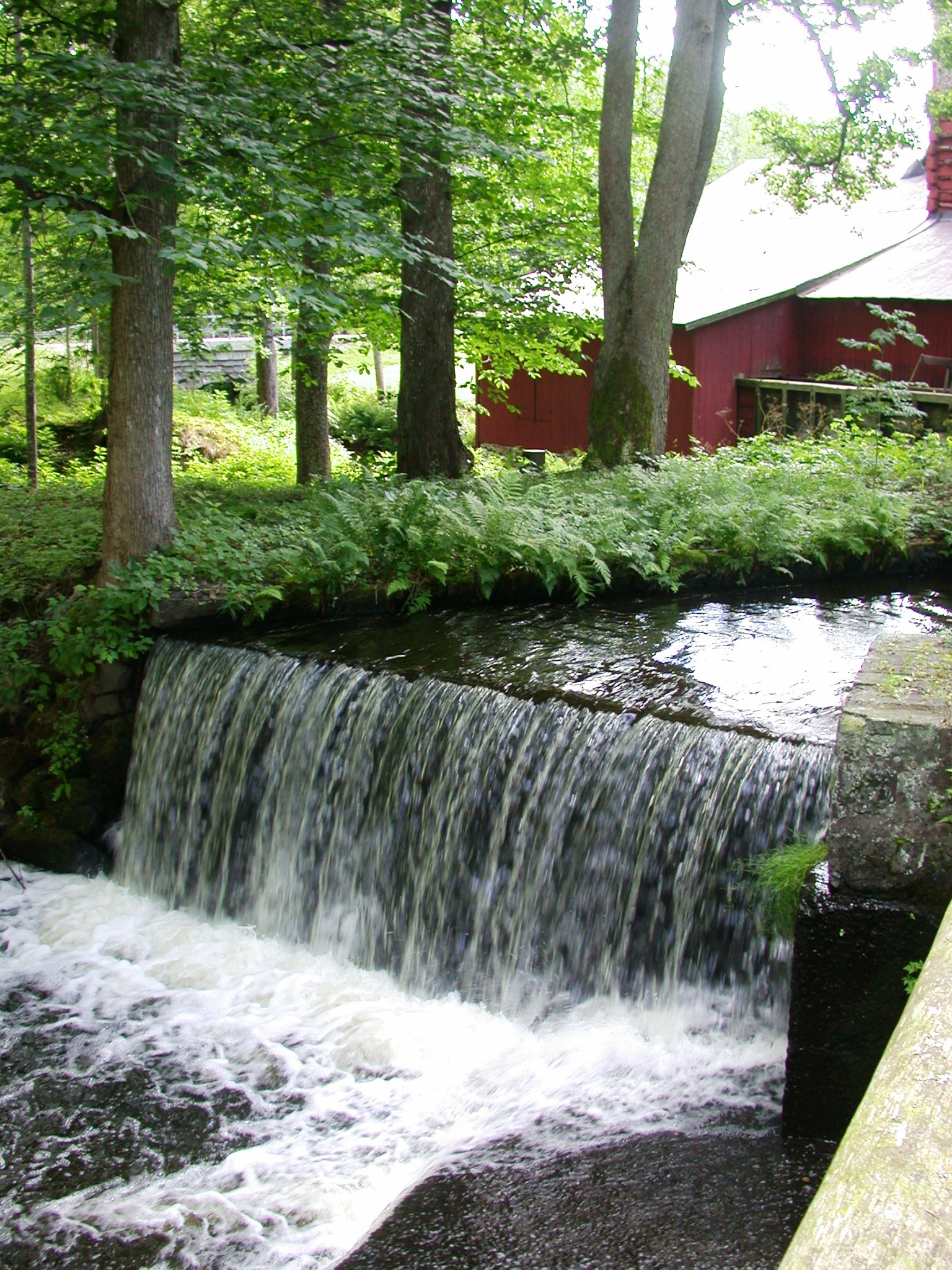
سد و کوره بلند
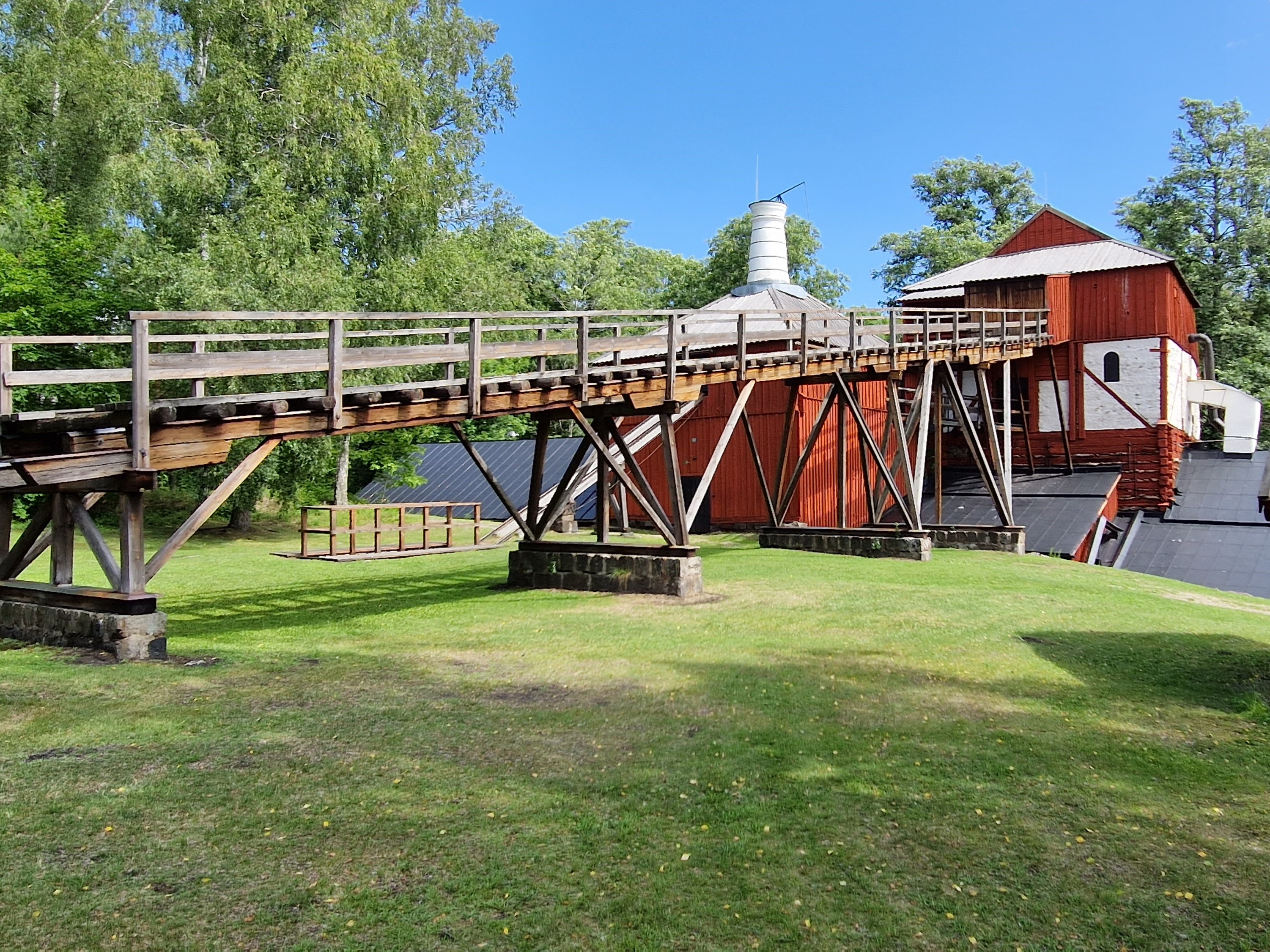
طناب راه آهن برای زغال چوب به کوره بلند
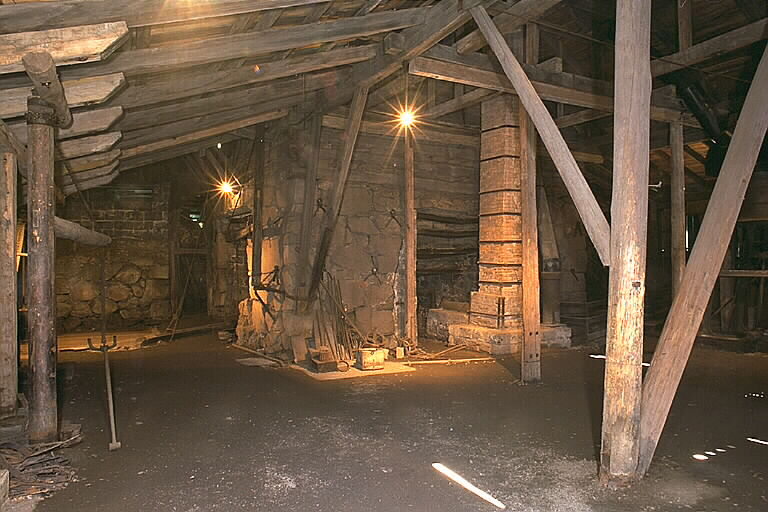
خانه ریخته گری، کوره بلند و مجرای هوا برای هوای احتراق پیش گرم شده